# Vera Rebrik
Vera Viktorovna Rebrik (ryska: Вера Викторовна Ребрик), född den 25 februari 1989 i Jalta, Ukrainska SSR, Sovjetunionen, är en ukrainsk och från 2014 rysk friidrottare som tävlar i spjutkast.
Rebrik har världsrekorden för juniorer med 63,01, som hon kastade då hon vann VM för juniorer i Bydgoszcz 2008.
Hon kastade 67,30 i de ryska vintermästerskapen 2016 i Adler, vilket var en förbättring av hennes personliga rekord från EM-finalen i Helsingfors 2012 med en knapp halvmeter. Hon vann då EM-guld för Ukraina med ett kast på 66,86.
Rebrik är etnisk ryss från Krim. Hon valde kort efter Rysslands annektering av Krim att tillsammans med sex andra friidrottare från Krim att bli ryska medborgare och ansöka att få tävla för Ryssland. Detta godkändes av Ukraina efter att Rysslands friidrottsförbund kompenserade Ukrainas friidrottsförbund ekonomiskt.
Rebrik tränas av Jaroslav Litvinov.